# Греция на «Евровидении-2007»
Выступление Греции на конкурсе песни Евровидение 2007, которое прошло в столице Финляндии городе Хельсинки, стало 28-м конкурсом на Евровидении для Греции. Страну представлял Сарбель с песней «Yassou Maria» (Привет, Мария). Помимо английской версии песни существует ещё греко-английская «Γεια σου Μαρία».

## Исполнитель
Родился и вырос в Лондоне, в семье отца-певца и матери-адвоката. С пяти до шестнадцати лет исполнял ведущие роли в Английской Национальной Опере и Королевской Опере в Ковент Гарден. Обучался вокалу, театральному мастерству. На момент участия в конкурсе выпустил 4 альбома.

## Национальный отбор
| № | Исполнитель    | Песня          | Композитор & поэт                           | Телеголоса (50 %) | Жюри (50 %) | Всего   | Место |
| 1 | Сарбель        | «Yassou Maria» | Alex Papaconstantinou, Marcus Englof & Mack | 44.45 %           | 17.46 %     | 39.69 % | 1     |
| 2 | Тамта          | «With Love»    | Nikos Terzis & Posidonas Giannopoulos       | 23.60 %           | 17.22 %     | 29.02 % | 3     |
| 3 | Кристос Дантис | «No Madonna»   | Christos Dantis & Natalia Germanou          | 31.95 %           | 15.31 %     | 31.29 % | 2     |

## Голосование
В финале Греции 12 баллов дали  Болгария, Кипр.
| Голоса за греческого исполнителя | Голоса за греческого исполнителя                            |
| -------------------------------- | ----------------------------------------------------------- |
| Оценка                           | Страны                                                      |
| 12                               | Болгария, Кипр                                              |
| 10                               | Германия, Румыния, Великобритания                           |
| 8                                | Армения, Бельгия                                            |
| 7                                | Албания, Венгрия                                            |
| 6                                | Молдавия                                                    |
| 5                                | Исландия, Нидерланды                                        |
| 4                                | Грузия, Сербия, Швеция, Швейцария, Турция                   |
| 3                                | Белоруссия, Босния и Герцеговина, Чехия, Франция, Македония |
| 2                                | Испания                                                     |
| 1                                | Дания, Израиль                                              |

| Голоса греческих телезрителей | Голоса греческих телезрителей |
| ----------------------------- | ----------------------------- |
| Оценка                        | Страна                        |
| 12                            | Болгария                      |
| 10                            | Молдавия                      |
| 8                             | Россия                        |
| 7                             | Украина                       |
| 6                             | Армения                       |
| 5                             | Белоруссия                    |
| 4                             | Сербия                        |
| 3                             | Грузия                        |
| 2                             | Румыния                       |
| 1                             | Испания                       |